# Echinopsis caulescens
Az Echinopsis caulescens a szegfűvirágúak (Caryophyllales) rendjébe, ezen belül a kaktuszfélék (Cactaceae) családjába tartozó faj.

## Források

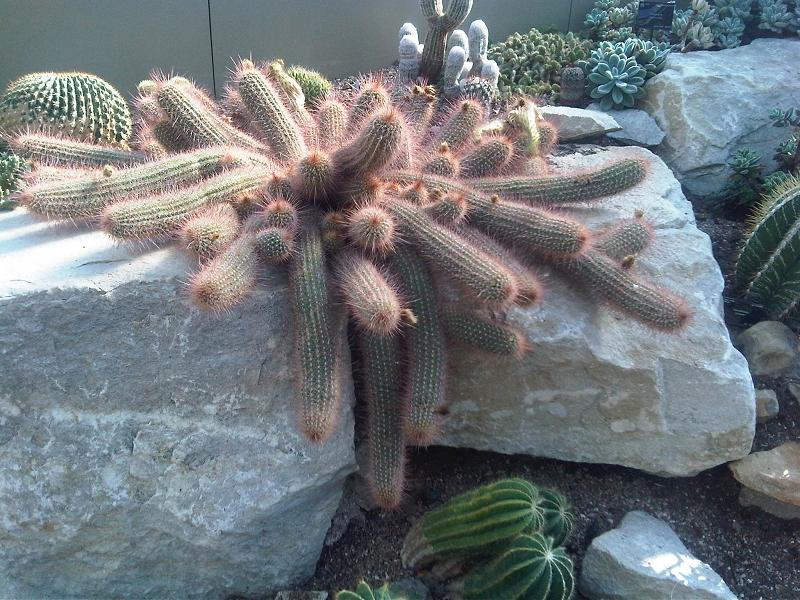
A növény az angliai Kew Gardens-ban

## Előfordulása
Az Echinopsis caulescens előfordulási területe kizárólag a dél-amerikai Bolíviában van, azaz ennek az országnak az egyik endemikus növényfaja.